# Gérard Gustin

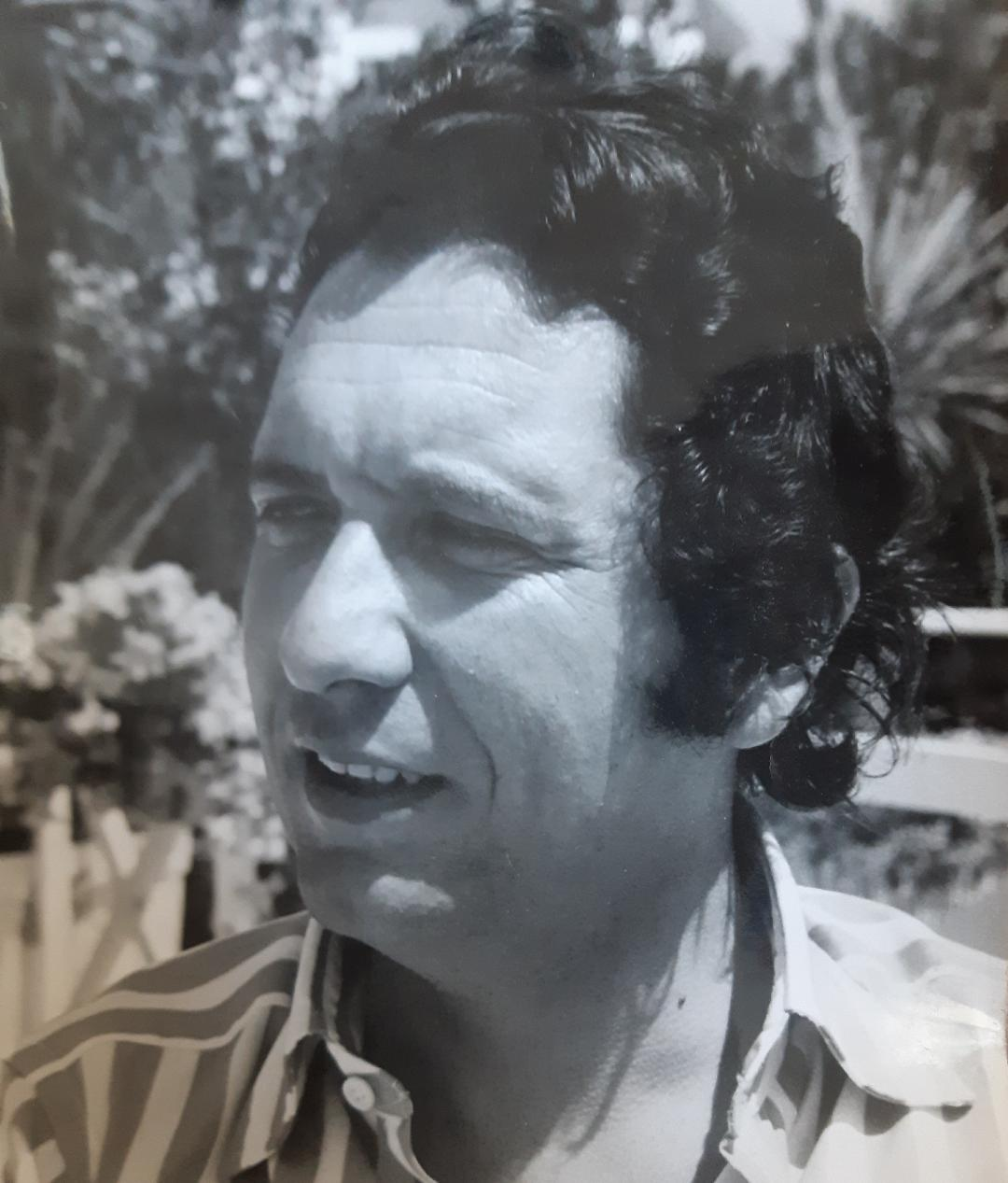
Gérard Gustin (1994)

Gérard Maurice Gustin (* 10. Februar 1930 in Nizza; † 20. Mai 1994) war ein französischer Jazz- und Unterhaltungsmusiker (Piano, Arrangement, Komposition), der als Orchesterleiter auch unter den Pseudonymen Hubert Clavecin, Esperanza Gustino, Perez Pilar, Bill Wichita und Dick Patton tätig war.

## Leben und Wirken
Gustin erhielt im Alter von neun Jahren ersten Klavierunterricht; seit 1945 setzte er seine Ausbildung am Konservatorium von Nizza fort. Unter dem Einfluss des Bebop verließ er 1948 das Konservatorium, um mit verschiedenen Orchestern und Formationen in Südfrankreich zu spielen.
1950 gründete er mit Gilbert Gassin am Kontrabass und Sacha Distel an der Gitarre sein Trio Gérard Gustin, das ein gleichnamiges Album vorlegte. Das Trio trat anschließend in allen Clubs im Pariser Quartier Latin auf. Gleichzeitig gehörte Gustin zum Orchester von Aimé Barelli, mit dem er Sänger wie Sammy Davis junior, Frank Sinatra, Nat King Cole oder Shirley Temple begleitete. Von Chet Baker bemerkt, schloss er sich 1955 dessen Quartett an (Aufnahmen 1956), mit dem er 1956 auch auf Europa-Tournee war. Er heiratete die Sängerin Nelly Perrier, mit der er auch aufnahm.
Ende der 1950er Jahre entstanden mehrere LPs mit seinem Quartett, immer noch mit Distel an der Gitarre. Seinen Einstieg in die französische Variété-Szene als Komponist verdankte er Distel, den er auf seinen Tourneen begleitete und der ihm von 1963 bis 1971 die musikalische Leitung seiner wöchentlichen Fernsehsendung Le Sacha Show anvertraute.
In den folgenden Jahrzehnten arbeitete Gustin zusätzlich zu seinen Auftritten und Aufnahmen mit Jazzbands (Onztet, 1991) unter dem einen oder anderen seiner Pseudonyme mit Orchester. Er komponierte mehr als 450 Titel; so trug er zum diskographischen Werk von Distel bei, für den er 1966 Monsieur Cannibale und L 'incendie à Rio und 1968 La bonne humeur schrieb. Die Palette seiner Werke reicht von  Stephane Grappelli '80, einem Album mit Stéphane Grappelli, mit dem er bereits seit 1963 zusammenarbeitete, über Tata Yoyo für Annie Cordy und seinen Stimmungsschlager La Bostella (1965) bis hin zur Mitwirkung in Musicals, bei Fernsehauftritten oder Filmmusiken wie Und die Frau erschuf die Liebe (1966) und Le guépiot (1981).

## Preise und Auszeichnungen
- 1975 – Prix Vincent Scotto
- 1976 – Rose d'Or d’Antibes